# Distrito electoral 3 (condado de Pawnee, Nebraska)
El distrito electoral 3 (en inglés: Precinct 3) es un distrito electoral ubicado en el condado de Pawnee en el estado estadounidense de Nebraska. En el Censo de 2010 tenía una población de 409 habitantes y una densidad poblacional de  personas por km².

## Demografía
Según el censo de 2010, había 409 personas residiendo en el distrito electoral 3. De los 409 habitantes, el distrito electoral 3 estaba compuesto por el 97,56% blancos, el 1,47% eran afroamericanos, el 0,24% eran asiáticos, y el 0,73% pertenecían a dos o más razas. Del total de la población el 1,47% eran hispanos o latinos de cualquier raza.